# Funes (Italie)
Pour les articles homonymes, voir Funes.

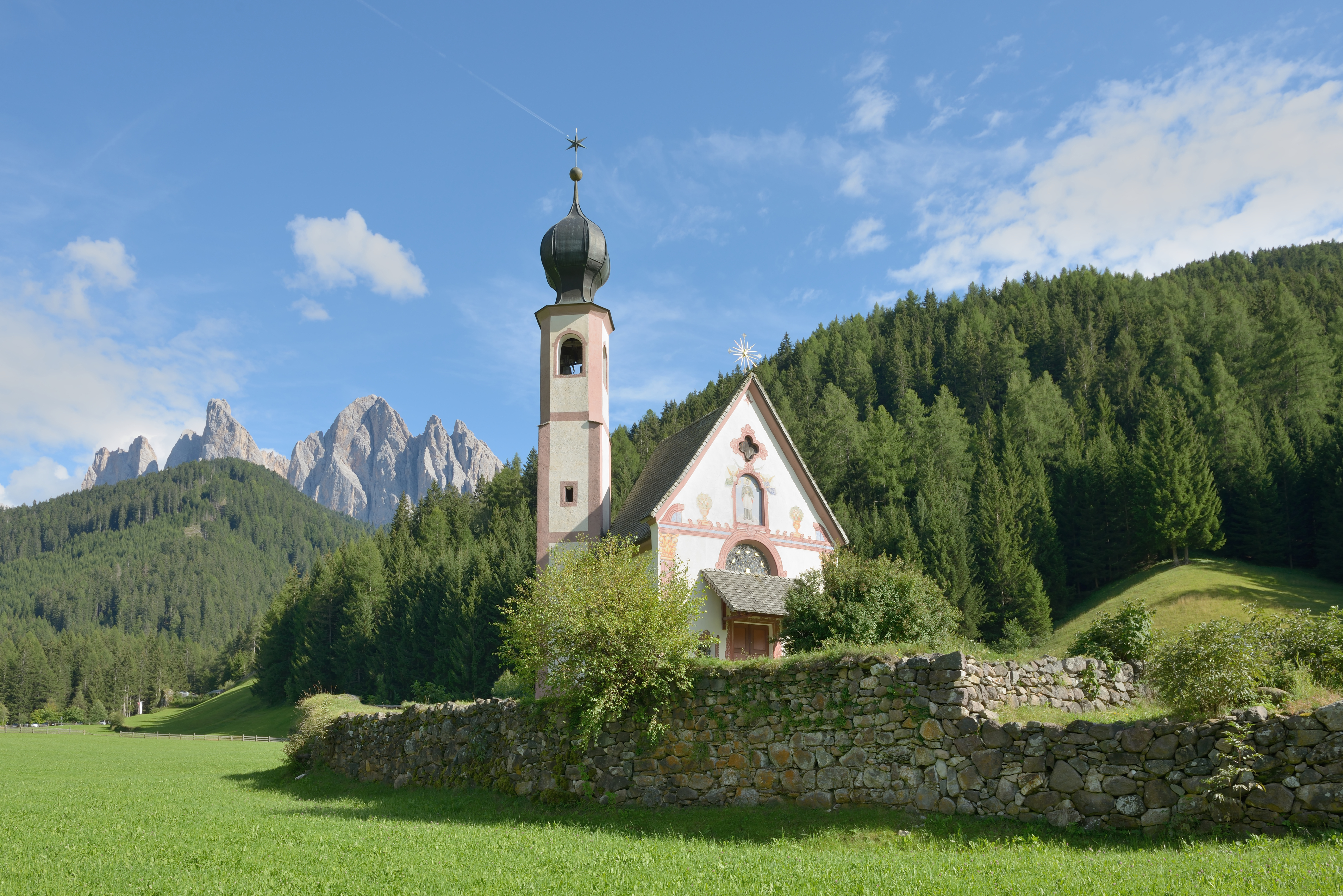
Chapelle Saint-Jean dans le hameau Santa Maddalena à Funes. Août 2017.

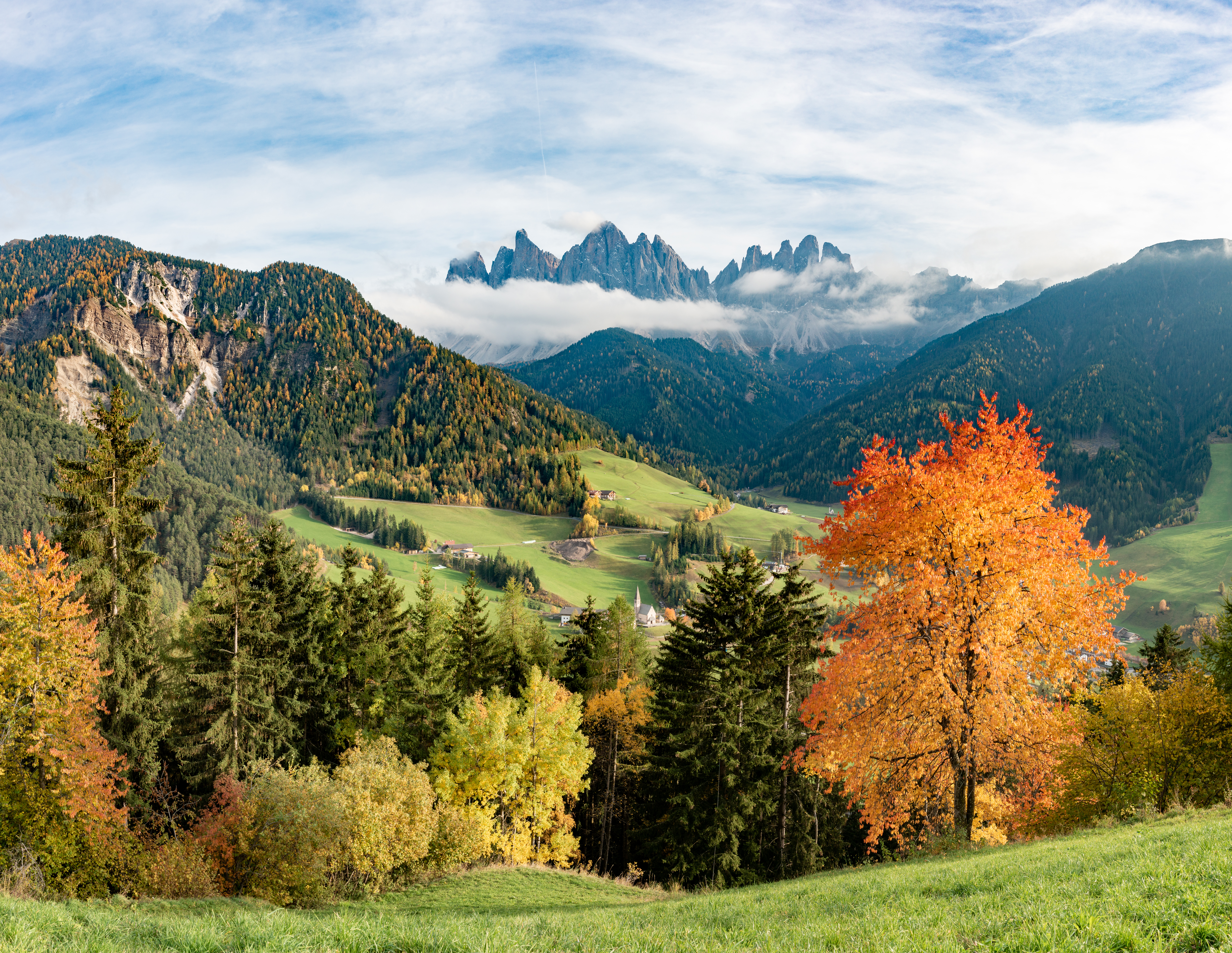
Paysage depuis Funes. Octobre 2013.

Funes (en allemand, Villnöß) est une commune italienne germanophone d'environ 2 600 habitants située dans la province autonome de Bolzano dans la région du Trentin-Haut-Adige, dans le Nord-Est de l'Italie.

## Administration
| Période                                  | Période  | Identité       | Étiquette                                              | Qualité |
| ---------------------------------------- | -------- | -------------- | ------------------------------------------------------ | ------- |
| 9 mai 2005                               | En cours | Robert Messner | Partito Popolare Sud Tirolese (Südtiroler Volkspartei) |         |
| Les données manquantes sont à compléter. |          |                |                                                        |         |

### Hameaux
Colle, San Giacomo, Santa Maddalena, San Pietro, San Valentino, Tiso

### Communes limitrophes
Les communes limitrophes sont  Bressanone, Chiusa, Laion, Ortisei, San Martino in Badia, Santa Cristina Valgardena et Velturno.